# Coppa Italia 2015-2016 (pallamano maschile)
La Coppa Italia di pallamano 2015-2016 è stata la 31ª edizione della coppa nazionale di pallamano maschile.
La competizione, organizzata dalla FIGH, si è svolta a Lavis, in provincia di Trento, dal 4 al 6 marzo 2016 con la partecipazione di otto squadre della Serie A 2015-2016.

## Formula
Il torneo si è disputato con la formula delle Final Eight. Le otto squadre ammesse sono state le prime due classificate di ognuno dei tre gironi della Serie A 2015-16 e le due migliori terze al termine della prima fase.

## Squadre partecipanti
- 1º Girone A:  Bozen
- 2º Girone A:  Pressano
- 3º Girone A:  Trieste
- 1º Girone B:  Romagna
- 2º Girone B:  Carpi
- 1º Girone C:  Junior Fasano
- 2º Girone C:  Albatro Siracusa
- 3º Girone C:  Conversano

## Risultati

### Tabellone
|  | Quarti di finale    | Quarti di finale    |                     |            | Semifinali                | Semifinali                |  |  | Finale              | Finale |
|  |                     |                     |                     |            |                           |                           |  |  |                     |        |
|  | 4 marzo 2016, 14:00 |                     |                     |            |                           |                           |  |  |                     |        |
|  |                     |                     |                     |            |                           |                           |  |  |                     |        |
|  | 1C Junior Fasano    | 37                  |                     |            |                           |                           |  |  |                     |        |
|  | 1C Junior Fasano    | 37                  | 5 marzo 2016, 18:00 |            |                           |                           |  |  |                     |        |
|  | 3A Trieste          | 30                  |                     |            |                           |                           |  |  |                     |        |
|  | 3A Trieste          | 30                  | 1C Junior Fasano    | 34         |                           |                           |  |  |                     |        |
|  | 4 marzo 2016, 16:00 |                     | 1C Junior Fasano    | 34         |                           |                           |  |  |                     |        |
|  |                     | 2B Carpi            | 30                  |            |                           |                           |  |  |                     |        |
|  | 2B Carpi            | 2B Carpi            | 30                  | 27         |                           |                           |  |  |                     |        |
|  | 2B Carpi            |                     | 6 marzo 2016, 18:00 | 27         |                           |                           |  |  |                     |        |
|  | 3C Conversano       | 25                  |                     |            |                           |                           |  |  |                     |        |
|  | 3C Conversano       | 25                  | 1C Junior Fasano    | 29         |                           |                           |  |  |                     |        |
|  | 4 marzo 2016, 18:00 |                     | 1C Junior Fasano    | 29         |                           |                           |  |  |                     |        |
|  |                     | 1A Bozen            | 28                  |            |                           |                           |  |  |                     |        |
|  | 1A Bozen            | 1A Bozen            | 28                  | 32         |                           |                           |  |  |                     |        |
|  | 1A Bozen            | 5 marzo 2016, 20:00 |                     | 32         |                           |                           |  |  |                     |        |
|  | 2C Albatro Siracusa | 24                  |                     |            |                           |                           |  |  |                     |        |
|  | 2C Albatro Siracusa | 24                  | 1A Bozen            | 26         | Finale per il terzo posto | Finale per il terzo posto |  |  |                     |        |
|  | 4 marzo 2016, 20:00 |                     | 1A Bozen            | 26         | Finale per il terzo posto | Finale per il terzo posto |  |  |                     |        |
|  |                     | 1B Romagna          | 20                  |            |                           |                           |  |  |                     |        |
|  | 1B Romagna          | 1B Romagna          | 20                  | 18         | 2B Carpi                  | 25                        |  |  |                     |        |
|  | 1B Romagna          |                     |                     | 18         | 2B Carpi                  | 25                        |  |  |                     |        |
|  | 2A Pressano         | 13                  |                     | 1B Romagna | 27                        |                           |  |  |                     |        |
|  | 2A Pressano         | 13                  |                     |            | 27                        |                           |  |  |                     |        |
|  |                     |                     |                     |            |                           |                           |  |  | 6 marzo 2016, 16:00 |        |
|  |                     |                     |                     |            |                           |                           |  |  |                     |        |

### Tabellone 5º-8º posto
|  | Semifinali 5º-8º posto | Semifinali 5º-8º posto | Semifinali 5º-8º posto |             |            | Finale 5º posto     | Finale 5º posto     | Finale 5º posto |  |
|  |                        |                        |                        |             |            |                     |                     |                 |  |
|  | 3A Trieste             | 3A Trieste             | 25                     |             |            |                     |                     |                 |  |
|  | 3A Trieste             | 3A Trieste             | 25                     |             |            |                     |                     |                 |  |
|  | 3C Conversano          | 3C Conversano          | 23                     |             |            |                     |                     |                 |  |
|  | 3C Conversano          | 3C Conversano          | 23                     |             | 3A Trieste | 3A Trieste          | 30                  |                 |  |
|  |                        |                        |                        |             | 3A Trieste | 3A Trieste          | 30                  |                 |  |
|  |                        |                        | 2A Pressano            | 2A Pressano | 33         |                     |                     |                 |  |
|  | 2C Albatro Siracusa    | 2C Albatro Siracusa    | 2A Pressano            | 2A Pressano | 33         | 22                  |                     |                 |  |
|  | 2C Albatro Siracusa    | 2C Albatro Siracusa    |                        |             |            | 22                  |                     |                 |  |
|  | 2A Pressano            | 2A Pressano            | 23                     |             |            | Finale 7º posto     | Finale 7º posto     | Finale 7º posto |  |
|  | 2A Pressano            | 2A Pressano            | 23                     |             |            |                     |                     |                 |  |
|  |                        |                        |                        |             |            |                     |                     |                 |  |
|  |                        |                        |                        |             |            | 3C Conversano       | 3C Conversano       | 19              |  |
|  |                        |                        |                        |             |            | 3C Conversano       | 3C Conversano       | 19              |  |
|  |                        |                        |                        |             |            | 2C Albatro Siracusa | 2C Albatro Siracusa | 31              |  |

### Quarti di finale
| Arbitri: | Cosenza Schiavone |

|               |           |            |
| Riccobelli 13 | Marcatori | Dapiran 10 |

| Arbitri: | Dionisi Maccarone |

|         |           |                    |
| Čuzić 9 | Marcatori | Bobičić, Martino 7 |

| Arbitri: | Simone Monitillo |

|            |           |          |
| Radovčić 9 | Marcatori | Molina 6 |

| Arbitri: | Zendali Riello |

|         |           |          |
| Resca 5 | Marcatori | Giongo 4 |

### Semifinali 5º-8º posto
| Arbitri: | Zendali Riello |

|              |           |           |
| Đorđijević 8 | Marcatori | Bobičić 7 |

| Arbitri: | Alperan Scevola |

|           |           |                                |
| Molina 10 | Marcatori | Di Maggio, Giongo, Rakočević 5 |

### Semifinali
| Arbitri: | Chiarello Pagaria |

|               |           |          |
| Riccobelli 14 | Marcatori | Sperti 9 |

| Arbitri: | Zendali Riello |

|            |           |            |
| Turković 8 | Marcatori | Santilli 7 |

### Finale 7º posto
| Arbitri: | Alperan Scevola |

|           |           |          |
| Lupo J. 4 | Marcatori | Molina 9 |

### Finale 5º posto
| Arbitri: | Chiarello Pagaria |

|         |           |          |
| Anici 8 | Marcatori | Chistè 9 |

### Finale 3º posto
| Arbitri: | Simone Monitillo |

|         |           |            |
| Čuzić 9 | Marcatori | Folli M. 7 |

### Finale
| Arbitri: | Cosenza Schiavone |

|                                                                                     |           |                                                                            |
| De Santis L. 9 Alves Leal 8 Maione 3 Messina 3 De Santis P. 2 Riccobelli 2 Rubino 2 | Marcatori | Turković 7 Starčević 5 Dallago 4 Radovčić 4 Innerebner 3 Šporčić 3 Gaeta 2 |